# Ľubietovské dúbravy
Ľubietovské dúbravy este o arie protejată (arie specială de conservare — SAC, sit de importanță comunitară — SCI) din Slovacia întinsă pe o suprafață de 26,48 ha, integral pe uscat.

## Localizare
Centrul sitului Ľubietovské dúbravy este situat la coordonatele 48°45′04″N 19°22′02″E / 48.751158°N 19.367195°E.

## Înființare
Situl Ľubietovské dúbravy a fost declarat sit de importanță comunitară în septembrie 2015 pentru a proteja un număr necunoscut de specii din flora spontană și fauna sălbatică aflate în arealul zonei. Situl a fost protejat și ca arie specială de conservare în octombrie 2017.

## Biodiversitate
Situată în ecoregiunea alpină, aria protejată conține 2 habitate naturale: Păduri stepice euro-siberiene cu Quercus spp., Grohotișuri silicioase medio-europene, la altitudine înaltă.
La baza desemnării sitului se află un număr nedeclarat de specii protejate.